# Calle Chambers (Manhattan)
La calle Chambers es una calle bidireccional (dos carriles) perteneciente al distrito de Manhattan en Nueva York (Estados Unidos). Dobla en River Terrace, Battery Park City, en el oeste a la 1 Centre Street, el Edificio municipal de Manhattan, al este. A principios del siglo XX la calle hasta el arco de ese edificio. Entre Broadway y Centre Street, la calle Chambers forma la frontera septentrional en los alrededores del ayuntamiento de Nueva York y el Antiguo Palacio de Justicia del Condado de Nueva York.
El metro de Nueva York tiene estaciones en tres lugares de la calle Chambers:
- Calle Chambers-World Trade Center, en la calle Church
- Calle Chambers (línea de la Calle Nassau), en Centre Street
- Calle Chambers (línea de la 7.ª Avenida–Broadway), en West Broadway